# Божи-Дар
Бо́жи-Дар (чеш. Boží Dar, нем. Gottesgab) — город в Карловарском крае Чехии, на границе с Германией, является наиболее высокогорным городом Чехии (1028 м над уровнем моря). Административно город расположен в районе Карловы Вары, географически — в Рудных горах между высшей точкой Рудных гор, Клиновцем (1244 м), и Божидарским Шпичаком (1115 м). В 3 км к северо-востоку от города расположена наивысшая точка Саксонии, гора Фихтельберг.
10 октября 2006 года населённому пункту возвращён статус города. По количеству жителей (350 человека по данным 2023 года) он является третьим наименьшим чешским городом после Пршебуза (74 жителя) и Лоучны-под-Клиновцем (90 жителей).

## Промышленность
К востоку от Божьего Дара расположено 4 ветряные электростанции.

## Туризм
Божий Дар является туристическим центром как в летний, так и в зимний период: одна лыжная база расположена в черте города, другая, лыжная база Неклид находится в пригороде. Общая протяжённость лыжных беговых трасс в окрестностях составляет 70 км. Для летнего туризма наибольший интерес представляет ряд природных памятников (Божидарский торфяник, Волчьи ямы, гора Клиновец). С 2000 года работает краеведческий музей.

Вид на пограничный переход, Клиновец и Божий Дар с Божидарским Шпишачком

Ежегодно во время рождественских праздников в городе действует почта новорождённого Иисуса, который в Чехии является символом Рождества, аналогом западного Санта-Клауса.

## Население
| Год  | Численность | Численность |
| ---- | ----------- | ----------- |
| 1869 | 2194        | [ 5 ]       |
| 1880 | 2290        | [ 5 ]       |
| 1890 | 2269        | [ 5 ]       |
| 1900 | 2224        | [ 5 ]       |
| 1910 | 2392        | [ 5 ]       |
| 1921 | 1913        | [ 5 ]       |
| 1930 | 1914        | [ 5 ]       |
| 1950 | 910         | [ 5 ]       |
| 1961 | 341         | [ 5 ]       |
| 1970 | 152         | [ 5 ]       |
| 1980 | 128         | [ 5 ]       |
| 1991 | 111         | [ 5 ]       |
| 2001 | 170         | [ 5 ]       |
| 2012 | 204         |             |
| 2014 | 211         | [ 6 ]       |
| 2016 | 236         | [ 7 ]       |
| 2017 | 232         | [ 8 ]       |
| 2018 | 244         | [ 9 ]       |
| 2019 | 253         | [ 10 ]      |
| 2020 | 250         | [ 11 ]      |
| 2021 | 251         | [ 12 ]      |
| 2022 | 227         | [ 13 ]      |
| 2023 | 350         | [ 14 ]      |
| 2024 | 263         | [ 3 ]       |

## Интересные факты
- В городе родился Алоис Велих (1869—1952) — чешский врач, профессор и ректор Чешского технического университета.
- В Божьем Даре живёт дважды призёр Олимпийских Игр по бегу на лыжах Лукаш Бауэр.

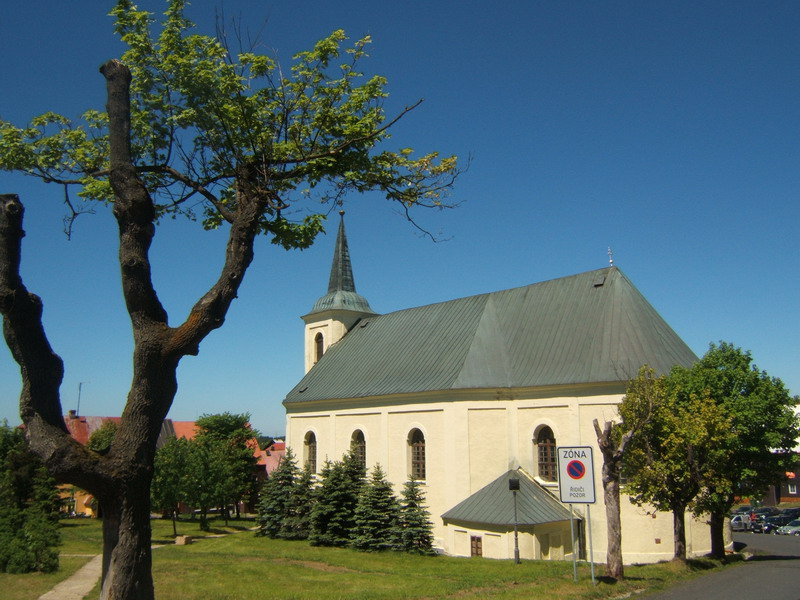
Костёл Св. Анны в стиле барокко
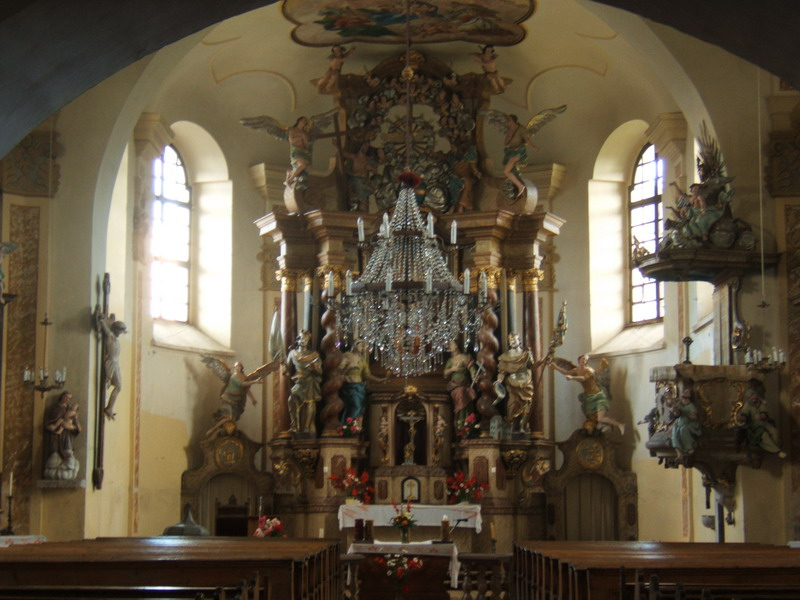
Интерьер костёла
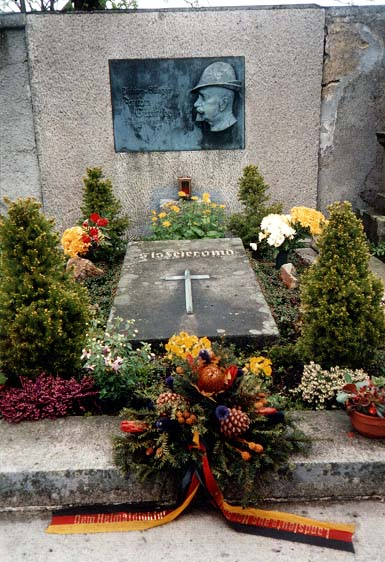
Могила народного чешского поэта Антона Гюнтера
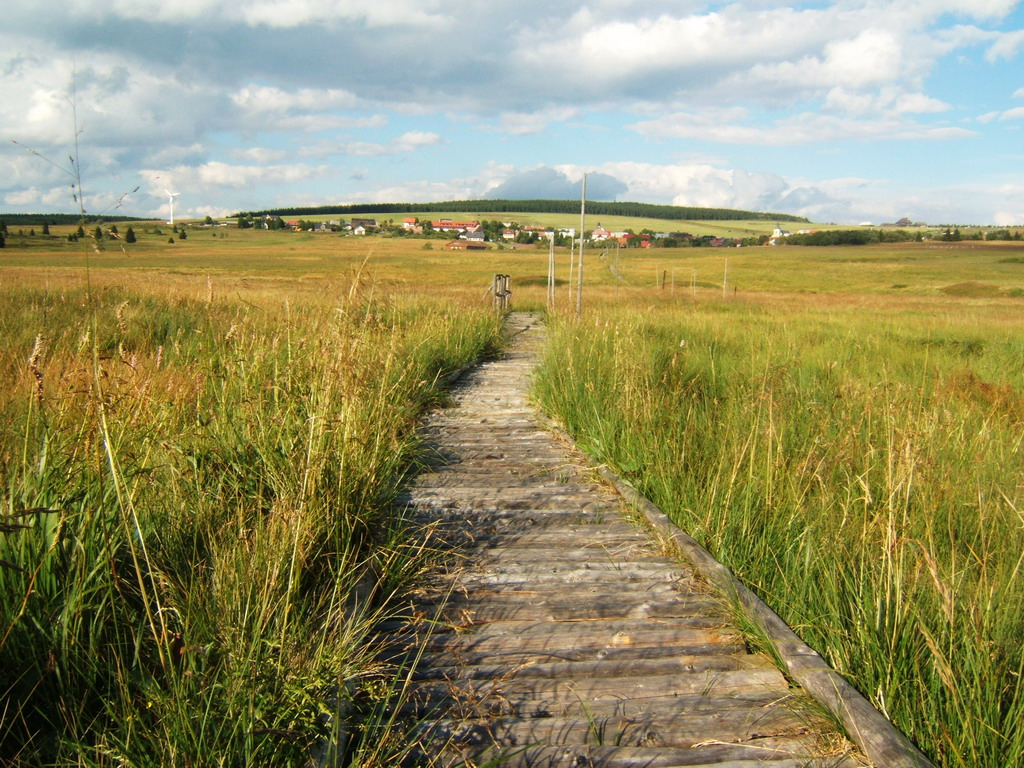
Торфяник